# Antônio Luís Gonçalves da Câmara Coutinho
Antônio Luís Gonçalves da Câmara Coutinho o bien António Luís Coutinho da Câmara y castellanizado como Antonio Luis González de Cámara Coutiño (n. Reino de Portugal, 1638 - Salvador de Bahía de Todos los Santos, Brasil, 1702) era un fidalgo real que obtuvo como herencia de su padre hacia 1652 la propiedad bajo la soberanía luso-hispana de un feudo brasileño con el título de donatario pero siendo menor de edad tuvo que estar bajo la tutela de su madre que nombró a un gobernador interino, el cual continuó en el puesto hasta que asumiera las funciones en 1671 como octavo gobernador donatario de la capitanía del Espíritu Santo. En 1675 vendió su feudo y posteriormente fue nombrado por el rey como gobernador de la capitanía de Pernambuco en 1689, para luego ser elevado a gobernador general del Estado del Brasil en 1690 hasta 1694. Finalmente, su último cargo fue el de virrey de la India portuguesa desde 1697 hasta 1701.

## Biografía hasta la asunción como gobernador capixaba

### Origen familiar y primeros años
Antônio Luís Gonçalves da Câmara Coutinho había nacido en el año 1638 en alguna parte del Reino de Portugal que formaba parte de la Casa de Austria española debido a la unión dinástica.
Su padre era el séptimo donatario Ambrósio de Aguiar da Câmara Coutinho y su segunda esposa Felipa de Meneses, era la madre, y los abuelos paternos eran Antônio Gonçalves da Câmara, sexto donatario capixaba, y María de Castro Aguiar Coutinho, la cual era a su vez una hermana del cuarto gobernador donatario Francisco de Aguiar Coutinho y ambos, hijos de Ambrósio de Aguiar Coutinho y de Joana da Silva o bien Joana de Castro da Silva, y nietos paternos de Antónia de Vilhena (n. 1496 - f. después de 1562) y su marido Pedro Afonso de Aguiar "O Raposo".
Por lo tanto, Antonio Luis era sobrino bisnieto segundo de Vasco V Fernandes Coutinho "el Hijo", segundo gobernador donatario del Espíritu Santo, además de sobrino tataranieto del primer gobernador donatario Vasco IV Fernandes Coutinho "el Viejo", y por ende, descendiente del conde Enrique Manuel de Villena.

### Afianzamiento neerlandés en el nordeste brasileño
En el nordeste brasileño el conde Juan Mauricio de Nassau, nombrado por la Compañía Neerlandesa de las Indias Occidentales como primer gobernador general de la Nueva Holanda desde el 28 de enero de 1637, en el mismo año terminó por ocupar para el Imperio neerlandés la capitanía de Ceará, que hasta ese momento formaba parte del Imperio luso-español.

El Brasil neerlandés desde 1630 hasta 1654.

Además, tomaron los establecimientos portugueses del África occidental como San Jorge de la Mina y la isla de Santo Tomé, y el 27 de octubre de 1640 enviaron siete navíos comandados por el coronel Johann von Koin a la capitanía del Espíritu Santo, en el Brasil.
De esa forma, desembarcaron unos cuatrocientos hombres neerlandeses en el territorio capixaba hasta que fueron frenados en Vitória el 28 de octubre del mismo año y finalmente fueron repelidos el 13 de noviembre por las fuerzas del capitán mayor João Dias Guedes, que estaba como tercer gobernador interino de la capitanía.
Al fallecer el entonces quinto capitán donatario Ambrósio de Aguiar Coutinho sin descendientes, lo sucedió como el sexto donatario su tío político Antônio Gonçalves da Câmara, caballero comendador de la Orden de Cristo, ya que estaba enlazado con María de Castro Aguiar Coutinho o bien María da Silva Aguiar Coutinho.
Esta última era hermana de Francisco de Aguiar Coutinho, y por ende, sobrina segunda de Vasco Fernandes Coutinho "el Hijo", pero lo ejerció de forma nominal ya que seguía gobernando de manera interina el capitán Juan Díaz Guedes.

### Independencia portuguesa de la Corona española

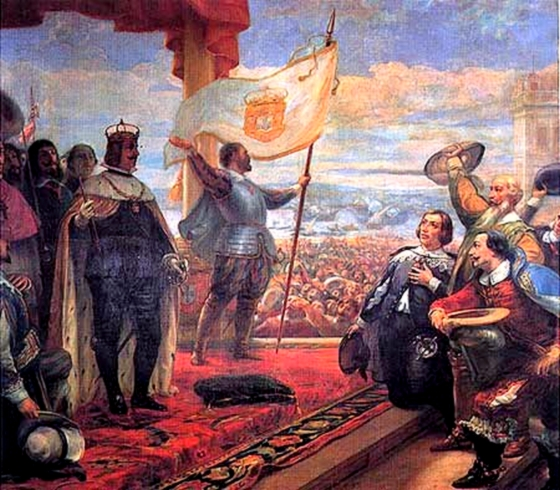
Proclamación de Juan IV como rey de Portugal de la Casa de Braganza (por Veloso Salgado, del Museo Militar de Lisboa).

Durante esta nueva etapa del mandato interino de João Dias Guedes al frente de la capitanía del Espíritu Santo aconteció el 1º de diciembre de 1640 la independencia de Portugal de la Monarquía Hispánica, en donde se aclamó al Duque de Braganza como soberano de la cuarta dinastía con el título de Juan IV de Portugal.
Esto último provocó la Guerra de Restauración portuguesa que duraría casi tres décadas, y en el Brasil en el año 1641, los neerlandeses ocupaban la ciudad de São Luís con toda la capitanía del Maranhão (y también en el África ecuatorial el 25 de agosto de 1641 ocuparon Luanda).
En este contexto, el donatario Antônio Gonçalves da Câmara fue sucedido por el hijo Ambrósio de Aguiar da Câmara Coutinho como el séptimo donatario el 5 de julio de 1643 y quien se había casado el pasado 7 de marzo de 1638 con Felipa de Meneses, una hija de Lourenço de Sousa, aposentador mayor y comendador de Santiago de Biduedo por la Orden de Cristo, y de su esposa Luiza de Menezes.
Ambrósio también ejerció como donatario nominal a través de sus capitanes mayores como gobernadores interinos, siendo estos, Antônio do Couto d'Almeida desde 1643, quien fuera voluntario contra las invasiones neerlandesas, y Manuel de Almeida desde 1650, que dio la orden a João Ferrão de Castelo Branco de construir un fortín que más tarde daría origen al fuerte São João de la isla de Santo Antonio.

## Capitán donatario del Espíritu Santo y el gobierno interino

### Su gobernador interino José Gomes de Oliveira

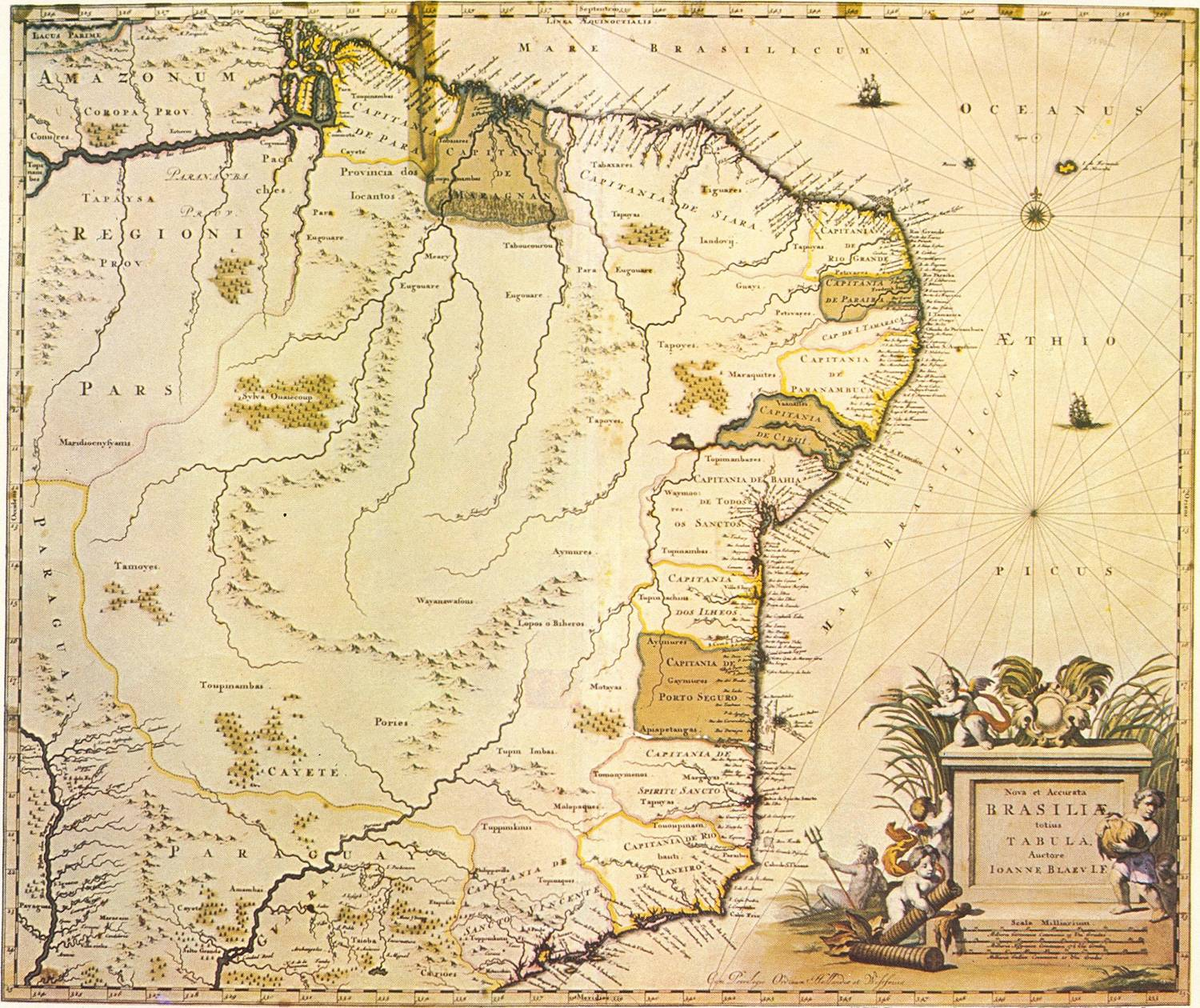
Las capitanías del Estado de Brasil, en donde figura la del Espíritu Santo (en mapa de Joan Blaeu, de 1640).

Antônio como hijo único sucedió hacia 1652 a su padre como comendador de Bobadela y de Santiago de Arrufe por la Orden de Cristo, y señor de la capitanía aunque por ser menor de edad ejerció la tutoría su madre Felipa de Meneses que nombró como capitán mayor a José Gomes de Oliveira, el cual como sexto gobernador interino enfrentó nuevas epidemias, mejoró las fortificaciones y protagonizó varias luchas.
Oliveira tuvo que enfrentar la última invasión neerlandesa de 1653, que gracias a los cuarenta soldados de infantería enviados por el gobierno regular del Brasil a Vitória, pudo vencerlos. Una vez que Antônio Luís Gonçalves da Câmara Coutinho cumpliera la mayoría de edad en 1658, Oliveira seguiría como sexto gobernador interino, ya que el donatario pasó a ejercer el cargo de almotacén mayor del reino.
Antônio recién tomó posesión del territorio feudal como octavo gobernador donatario de la capitanía del Espíritu Santo el 7 de junio de 1671, siendo el último del linaje en la misma, y obtuvo la confirmación real el 6 de julio de 1674.
Finalmente le vendió el 18 de marzo de 1675 el título y la propiedad de la capitanía a Francisco Gil de Araújo, el cual había obtenido la autorización de compra del territorio capixaba el 5 de mayo de 1674 y de esta forma se convertiría en el noveno gobernador donatario del Espíritu Santo.

## Gobernador general del Brasil
Años más tarde, Antonio Luis da Câmara fue asignado en el cargo de gobernador interino de la capitanía de Pernambuco por fallecimiento de Matias da Cunha, desde el 25 de mayo de 1689 hasta el 5 de junio de 1690, para ocupar en este mismo año el puesto de vigésimo noveno gobernador del Estado del Brasil hasta 1694, y en su gestión introdujo nuevos cultivos como el de la pimienta de la India y la canela, además de combatir a los quilombos.

## Virrey de la India portuguesa
En sus últimos años de vida fue nombrado trigésimo quinto virrey de la India portuguesa desde 1698 hasta 1701.

### Fallecimiento
Finalmente el fidalgo real Antônio Luís Gonçalves da Câmara Coutinho falleció en el año 1702 en la ciudad de Salvador de Bahía, capital del Estado del Brasil.

## Matrimonio y descendencia
El entonces capitán donatario Antônio Luís Gonçalves da Câmara Coutinho se unió en matrimonio en 1674 con Constança de Portugal, una hija de Luís da Silva Telo de Meneses, II conde de Aveiras, y de su primera esposa Joana de Portugal. Fruto de este enlace tuvieron por lo menos tres hijos:
- João Gonçalves da Câmara Coutinho.
- Pedro Gonçalves da Câmara.
- Luís Gonçalves da Câmara.